# Boubers-sur-Canche
Boubers-sur-Canche é uma comuna francesa na região administrativa de Altos da França, no departamento de Pas-de-Calais. Estende-se por uma área de 9,23 km². Em 2010 a comuna tinha 600 habitantes (densidade: 65 hab./km²).